# Nicola Smith
Nicola Smith (ur. 28 kwietnia 1949 w Londynie) – brydżystka reprezentująca Anglię oraz Wielką Brytanię, World Grand Master w kategorii kobiet (WBF), European Champion w kategorii kobiet, European Grand Master (EBL).
Nicola Smith występowała również pod panieńskim nazwiskiem Gardener. Oboje jej rodzice, Nico i Patrycja Gardner, byli reprezentantami Wielkiej Brytanii w brydżu sportowym.
W brydżu, w kategorii kobiet, zdobyła główne trofea: dwukrotnie wygrała Venice Cup, dwukrotnie wygrała Olimpiadę Brydżową oraz zdobyła indywidualne mistrzostwo świata. W roku 1995 za zasługi dla brydża została Członkiem Orderu Imperium Brytyjskiego (MBE).
Pracuje jako dyrektor firmy oraz nauczycielka brydża. Wyszła za mąż za Jonathana Smitha i ma dwoje dzieci: Katherine (urodzoną w 1984 roku) oraz Joshua (urodzony w 1987 roku).

## Wyniki brydżowe

### Olimpiady
Na olimpiadach uzyskała następujące rezultaty:
| Olimpiady brydżowe. Zawody teamów | Olimpiady brydżowe. Zawody teamów | Olimpiady brydżowe. Zawody teamów    | Olimpiady brydżowe. Zawody teamów | Olimpiady brydżowe. Zawody teamów | Olimpiady brydżowe. Zawody teamów |
| Rok                               | Miejsce                           | Zawody                               | Kategoria                         | Drużyna                           | Pozycja                           |
| --------------------------------- | --------------------------------- | ------------------------------------ | --------------------------------- | --------------------------------- | --------------------------------- |
| 2012                              | Lille                             | 2. Olimpiada Sportów Umysłowych      | Kobiety                           | England                           | 1                                 |
| 2008                              | Pekin                             | 1. Olimpiada Sportów Umysłowych      | Kobiety                           | England                           | 1                                 |
| 2004                              | Stambuł                           | 12. Olimpiada Teamów                 | Kobiety                           | England                           | 3                                 |
| 2002                              | Salt Lake City                    | 4. Mistrzostwa o Wielką Nagrodę MKOL | Kobiety                           | Great Britain                     | 7                                 |
| 2000                              | Maastricht                        | 11. Olimpiada Brydżowa               | Kobiety                           | England                           | 9                                 |
| 2000                              | Maastricht                        | 11. Olimpiada Brydżowa               | Miksty                            | Hackett                           | 5                                 |
| 1999                              | Lozanna                           | 2. Mistrzostwa o Wielką Nagrodę MKOL | Kobiety                           | Europe                            | 1                                 |
| 1996                              | Rodos                             | 10 Olimpiada Teamów                  | Kobiety                           | Great Britain                     | 5                                 |
| 1992                              | Salsomaggiore                     | 9. Olimpiada Teamów                  | Kobiety                           | Great Britain                     | 2                                 |
| 1988                              | Wenecja                           | 8. Olimpiada Teamów                  | Kobiety                           | Great Britain                     | 2                                 |
| 1984                              | Seattle                           | 7. Olimpiada Teamów                  | Kobiety                           | Great Britain                     | 2                                 |
| 1980                              | Valkenburg                        | 6. Olimpiada Teamów                  | Kobiety                           | Great Britain                     | 3                                 |
| 1976                              | Monte Carlo                       | 5. Olimpiada Teamów                  | Kobiety                           | Great Britain                     | 2                                 |

### Zawody światowe
W światowych zawodach zdobyła następujące lokaty:
| Mistrzostwa Świata. Konkurencja teamów | Mistrzostwa Świata. Konkurencja teamów | Mistrzostwa Świata. Konkurencja teamów | Mistrzostwa Świata. Konkurencja teamów | Mistrzostwa Świata. Konkurencja teamów | Mistrzostwa Świata. Konkurencja teamów |
| Rok                                    | Miejsce                                | Zawody                                 | Kategoria                              | Drużyna                                | Pozycja                                |
| -------------------------------------- | -------------------------------------- | -------------------------------------- | -------------------------------------- | -------------------------------------- | -------------------------------------- |
| 2014                                   | Sanya                                  | 14. Seria Mistrzostw Świata            | Kobiety                                | Baker                                  | 1                                      |
| 2013                                   | Nusa Dua                               | 41. Mistrzostwa Świata Teamów          | Kobiety                                | England                                | 2                                      |
| 2011                                   | Pekin                                  | SportAccord World Mind Games           | Kobiety                                | Great Britain                          | 2                                      |
| 2011                                   | Veldhoven                              | 40. Mistrzostwa Świata Teamów          | Kobiety                                | England                                | 4                                      |
| 2010                                   | Filadelfia                             | 13. Seria Mistrzostw Świata            | Kobiety                                | Moss                                   | 5                                      |
| 2007                                   | Szanghaj                               | 38. Mistrzostwa Świata Teamów          | Kobiety                                | England                                | 5                                      |
| 2006                                   | Werona                                 | 12. Mistrzostwa Świata                 | Kobiety                                | Penfold                                | 25                                     |
| 2005                                   | Estoril                                | 37. Mistrzostwa Świata Teamów          | Kobiety                                | England                                | 5                                      |
| 2003                                   | Monte Carlo                            | 36. Mistrzostwa Świata Teamów          | Kobiety                                | England                                | 10                                     |
| 2002                                   | Montreal                               | 11. Mistrzostwa Świata                 | Kobiety                                | Dhondy                                 | 5                                      |
| 2001                                   | Paryż                                  | 35. Mistrzostwa Świata Teamów          | Kobiety                                | England                                | 7                                      |
| 2000                                   | Southampton                            | 34. Mistrzostwa Świata Teamów          | Open                                   | Great Britain                          | 11                                     |
| 1998                                   | Lille                                  | 10. Mistrzostwa Świata                 | Open                                   | Smith                                  | 145                                    |
| 1997                                   | Hammamet                               | 33. Mistrzostwa Świata Teamów          | Kobiety                                | Great Britain                          | 5                                      |
| 1994                                   | Albuquerque                            | 9. Mistrzostwa Świata                  | Kobiety                                | Casey                                  | 5                                      |
| 1985                                   | São Paulo                              | 27. Mistrzostwa Świata Teamów          | Kobiety                                | Great Britain                          | 1                                      |
| 1981                                   | Nowy Jork                              | 25. Mistrzostwa Świata Teamów          | Kobiety                                | Great Britain                          | 1                                      |
| 1976                                   | Monte Carlo                            | 22. Mistrzostwa Świata Teamów          | Kobiety                                | Great Britain                          | 2                                      |

| Mistrzostwa Świata. Konkurencja par | Mistrzostwa Świata. Konkurencja par | Mistrzostwa Świata. Konkurencja par | Mistrzostwa Świata. Konkurencja par | Mistrzostwa Świata. Konkurencja par | Mistrzostwa Świata. Konkurencja par |
| Rok                                 | Miejsce                             | Zawody                              | Kategoria                           | Partner                             | Pozycja                             |
| ----------------------------------- | ----------------------------------- | ----------------------------------- | ----------------------------------- | ----------------------------------- | ----------------------------------- |
| 2011                                | Pekin                               | SportAccord World Mind Games        | Kobiety                             | Sally Brock                         | 7                                   |
| 2006                                | Werona                              | 12. Mistrzostwa Świata              | Kobiety                             | Kitty Teltsher                      | 67                                  |
| 2006                                | Werona                              | 12. Mistrzostwa Świata              | Miksty                              | John Armstrong                      | 44                                  |
| 2006                                | Werona                              | 12. Mistrzostwa Świata              | Seniorzy                            | Kitty Teltsher                      | 89                                  |
| 2002                                | Montreal                            | 11. Mistrzostwa Świata              | Miksty                              | Ian Monachan                        | 243                                 |
| 1998                                | Lille                               | 10. Mistrzostwa Świata              | Miksty                              | Rob Cliffe                          | 226                                 |

| Mistrzostwa Świata. Konkurencja indywidualna | Mistrzostwa Świata. Konkurencja indywidualna | Mistrzostwa Świata. Konkurencja indywidualna | Mistrzostwa Świata. Konkurencja indywidualna | Mistrzostwa Świata. Konkurencja indywidualna | Mistrzostwa Świata. Konkurencja indywidualna |
| Rok                                          | Miejsce                                      | Zawody                                       | Kategoria                                    | Pozycja                                      |                                              |
| -------------------------------------------- | -------------------------------------------- | -------------------------------------------- | -------------------------------------------- | -------------------------------------------- | -------------------------------------------- |
| 2011                                         | Pekin                                        | SportAccord World Mind Games                 | Kobiety                                      | 2                                            |                                              |
| 2004                                         | Werona                                       | 6. Indywidualne Mistrzostwa Świata           | Kobiety                                      | 3                                            |                                              |
| 2000                                         | Ateny                                        | 5. Indywidualne Mistrzostwa Świata           | Kobiety                                      | 10                                           |                                              |
| 1998                                         | Ajaccio                                      | 4. Indywidualne Mistrzostwa Świata           | Kobiety                                      | 15                                           |                                              |
| 1996                                         | Paryż                                        | 3. Indywidualne Mistrzostwa Świata           | Kobiety                                      | 23                                           |                                              |
| 1994                                         | Paryż                                        | 2. Indywidualne Mistrzostwa Świata           | Kobiety                                      | 1                                            |                                              |
| 1992                                         | Paryż                                        | 1. Indywidualne Mistrzostwa Świata           | Kobiety                                      | 3                                            |                                              |

### Zawody europejskie
W europejskich zawodach zdobyła następujące lokaty:
| Zawody europejskie. Konkurencja teamów | Zawody europejskie. Konkurencja teamów | Zawody europejskie. Konkurencja teamów | Zawody europejskie. Konkurencja teamów | Zawody europejskie. Konkurencja teamów | Zawody europejskie. Konkurencja teamów |
| Rok                                    | Miejsce                                | Zawody                                 | Kategoria                              | Drużyna                                | Pozycja                                |
| -------------------------------------- | -------------------------------------- | -------------------------------------- | -------------------------------------- | -------------------------------------- | -------------------------------------- |
| 2013                                   | Ostenda                                | 6. Otwarte Mistrzostwa Europy          | Kobiety                                | Baker                                  | 5                                      |
| 2012                                   | Dublin                                 | 51. Mistrzostwa Europy Teamów          | Kobiety                                | England                                | 1                                      |
| 2010                                   | Ostenda                                | 50. Mistrzostwa Europy Teamów          | Kobiety                                | England                                | 5                                      |
| 2009                                   | San Remo                               | 4. Otwarte Mistrzostwa Europy          | Miksty                                 | Harper                                 | 73                                     |
| 2009                                   | San Remo                               | 4. Otwarte Mistrzostwa Europy          | Kobiety                                | Penfold                                | 5                                      |
| 2007                                   | Antalya                                | 3. Otwarte Mistrzostwa Europy          | Kobiety                                | Penfold                                | 2                                      |
| 2006                                   | Warszawa                               | 48. Mistrzostwa Europy Teamów          | Kobiety                                | England                                | 3                                      |
| 2005                                   | Teneryfa                               | 2. Otwarte Mistrzostwa Europy          | Kobiety                                | Dhondy                                 | 9                                      |
| 2005                                   | Teneryfa                               | 2. Otwarte Mistrzostwa Europy          | Miksty                                 | Armstrong                              | 5                                      |
| 2004                                   | Malmö                                  | 47. Mistrzostwa Europy Teamów          | Kobiety                                | England                                | 7                                      |
| 2003                                   | Mentona                                | 1. Otwarte Mistrzostwa Europy          | Miksty                                 | Godfrey                                | 96                                     |
| 2003                                   | Mentona                                | 1. Otwarte Mistrzostwa Europy          | Kobiety                                | Smith                                  | 9                                      |
| 2002                                   | Salsomaggiore                          | 46. Mistrzostwa Europy Teamów          | Kobiety                                | England                                | 3                                      |
| 2002                                   | Ostenda                                | 7. Mistrzostwa Europy Mikstów          | Miksty                                 | Mavromichalis                          | 13                                     |
| 2001                                   | Teneryfa                               | 45. Mistrzostwa Europy Teamów          | Kobiety                                | England                                | 1                                      |
| 1999                                   | Malta                                  | 44. Mistrzostwa Europy Teamów          | Kobiety                                | Great Britain                          | 1                                      |
| 1997                                   | Montecatini                            | 43. Mistrzostwa Europy Teamów          | Kobiety                                | Great Britain                          | 1                                      |
| 1995                                   | Vilamoura                              | 42. Mistrzostwa Europy Teamów          | Kobiety                                | Great Britain                          | 4                                      |
| 1993                                   | Mentona                                | 41. Mistrzostwa Europy Teamów          | Kobiety                                | Great Britain                          | 6                                      |
| 1991                                   | Killarney                              | 40. Mistrzostwa Europy Teamów          | Kobiety                                | Great Britain                          | 4                                      |
| 1989                                   | Turku                                  | 39. Mistrzostwa Europy Teamów          | Kobiety                                | Great Britain                          | 6                                      |
| 1987                                   | Brighton                               | 38. Mistrzostwa Europy Teamów          | Kobiety                                | Great Britain                          | 3                                      |
| 1985                                   | Salsomaggiore                          | 37. Mistrzostwa Europy Teamów          | Kobiety                                | Great Britain                          | 2                                      |
| 1983                                   | Wiesbaden                              | 36. Mistrzostwa Europy Teamów          | Kobiety                                | Great Britain                          | 3                                      |
| 1981                                   | Birmingham                             | 35. Mistrzostwa Europy Teamów          | Kobiety                                | Great Britain                          | 1                                      |
| 1979                                   | Lozanna                                | 34. Mistrzostwa Europy Teamów          | Kobiety                                | Great Britain                          | 1                                      |
| 1975                                   | Brighton                               | 32. Mistrzostwa Europy Teamów          | Kobiety                                | Great Britain                          | 1                                      |

| Zawody europejskie. Konkurencja par | Zawody europejskie. Konkurencja par | Zawody europejskie. Konkurencja par | Zawody europejskie. Konkurencja par | Zawody europejskie. Konkurencja par | Zawody europejskie. Konkurencja par |
| Rok                                 | Miejsce                             | Zawody                              | Kategoria                           | Partner                             | Pozycja                             |
| ----------------------------------- | ----------------------------------- | ----------------------------------- | ----------------------------------- | ----------------------------------- | ----------------------------------- |
| 2009                                | San Remo                            | 4. Otwarte Mistrzostwa Europy       | Kobiety                             | Sally Brock                         | 19                                  |
| 2009                                | San Remo                            | 4. Otwarte Mistrzostwa Europy       | Miksty                              | Ross Harper                         | 92                                  |
| 2007                                | Antalya                             | 3. Otwarte Mistrzostwa Europy       | Kobiety                             | Heather Dhondy                      | 11                                  |
| 2005                                | Teneryfa                            | 2. Otwarte Mistrzostwa Europy       | Kobiety                             | Heather Dhondy                      | 9                                   |
| 2005                                | Teneryfa                            | 2. Otwarte Mistrzostwa Europy       | Mikst                               | John Armstrong                      | 8                                   |
| 2003                                | Mentona                             | 1. Otwarte Mistrzostwa Europy       | Mikst                               | John Armstrong                      | 34                                  |
| 1998                                | Akwizgran                           | 5. Mistrzostwa Europy Mikstów       | Mikst                               | Jason Hacket                        | 20                                  |
| 1997                                | Haga                                | 9. Mistrzostwa Europy Par           | Open                                | R Smith                             | 175                                 |

## Klasyfikacja
- Nicola Smith – klasyfikacja WBF (ang.)
- Nicola Smith – klasyfikacja EBL (ang.)